# Merklovy duby
Skupina pěti památných dubu letních (Quercus robur) na pravém břehu Labe v poli u Holohlav se zasypanými starými rameny poblíž silnice ze Smiřic do Černožic.
Duby byly vyhlášeny za památné stromy 27. července 1995.